# 中国林学会
中国林学会是中华人民共和国林业科技工作者组成的群众性学术团体，是中国科学技术协会主管的社会团体。

## 历史沿革
1917年成立，初名中华森林会。1928年更名为中华林学会。1951年2月在北京市重建并改名为中国林学会。

## 外部鏈接
- 官方网站